# Magmatická hornina

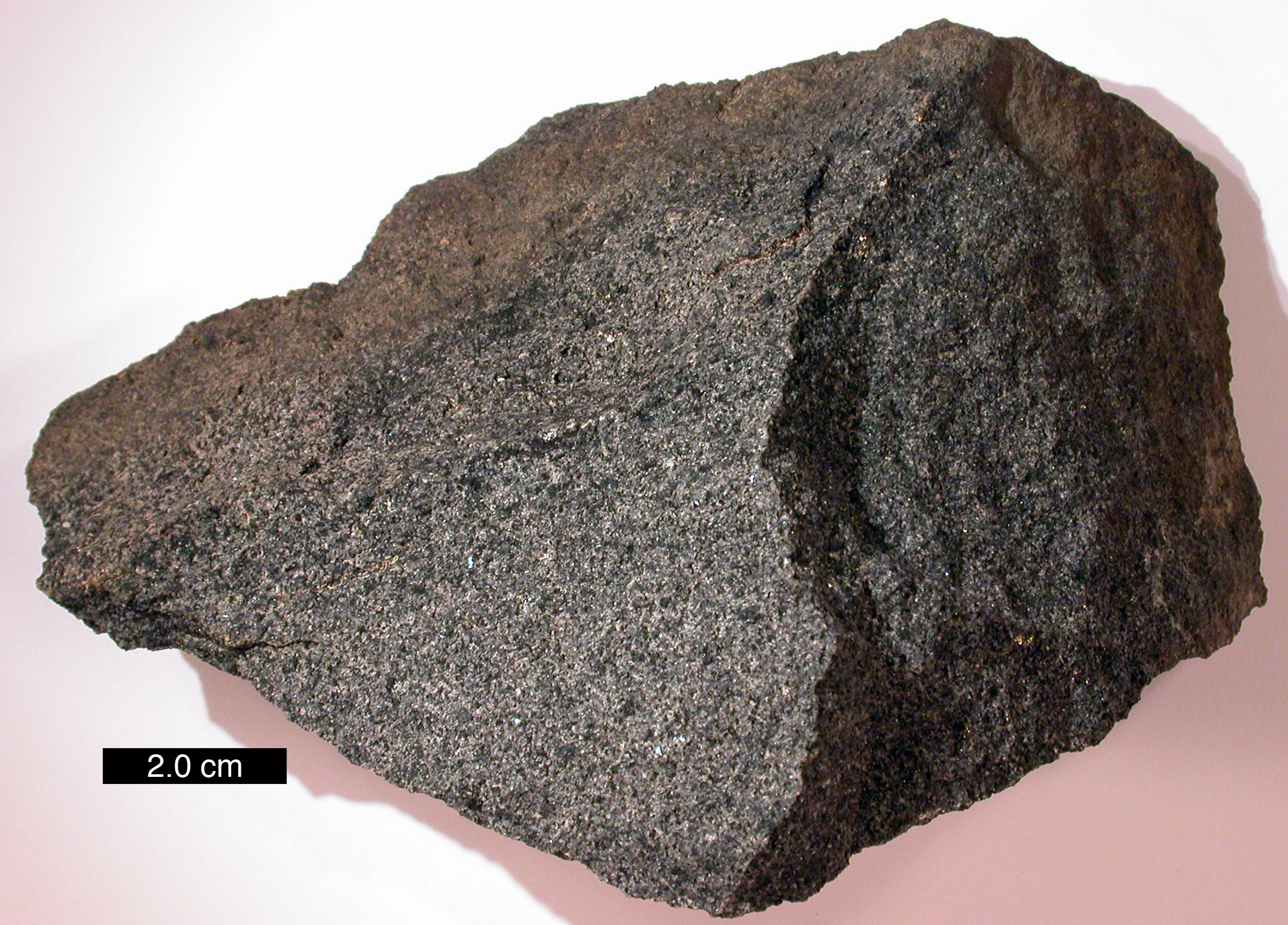
Gabro

Magmatická nebo též vyvřelá hornina je termín z geologie. Používá se pro označení horniny, která vzniká krystalizací z magmatu. Vznik struktury magmatické horniny se řídí posloupností krystalizace, která je spojena s postupným klesáním teploty taveniny, což vyúsťuje ve vznik zárodečných krystalů pevné fáze. Následná krystalizace se řídí podle Bowenova reakčního schématu.

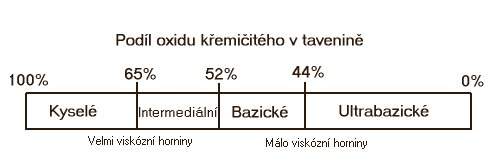
Jednoduché schéma ukazující vztah mezi viskozitou a obsahem oxidu křemičitého v tavenině

## Dělení
- Intruzivní horniny
  - Hlubinné (abyssální) vyvřeliny – Magma se vlivem své vysoké viskozity (která je způsobená vysokým obsahem SiO2 a následnou kyselostí hornin) není schopno pohybovat. To vede ke vzniku hlubinných těles několik kilometrů pod zemským povrchem. Tato tělesa mohou dosahovat značných velikostí, u kterých často neznáme spodní ohraničení. Vzniklá tělesa nazýváme odborně plutony, batolity, či pně. Těleso v podzemí může chladnout (krystalizovat) až po několik miliónů let. Dlouhá doba krystalizace se projevuje ve všesměrné hrubozrnné struktuře vzniklých hornin. Typickým příkladem abyssálních hornin je granitická řada hornin.
  - Žilné (hypoabyssální, podpovrchové) vyvřeliny – Ty jsou představovány podpovrchovými tělesy o mocnosti od několika decimetrů po stovky metrů a s délkou až do několika kilometrů. Žilné vyvřeliny jsou obrovskými tlaky vtlačovány do puklin, prasklin a elastických částí zemské kůry nedaleko povrchu, což zapříčiňuje rychlejší chladnutí taveniny a zjemňování struktury. Často se setkáváme s porfyrickou strukturou. Vzniklá tělesa nazýváme pravé a ložní žíly.
- Výlevné (extruzivní, efuzivní) horniny – To jsou horniny, které jsou díky nízké viskozitě dobře pohyblivé a dosáhnou rychle zemského povrchu. Tam se rozlévají v podobě lávy. Je pro ně typické rychlé chladnutí, způsobené okolním chladným prostředím (voda, vzduch atd.). Vznikají tak typické jemnozrnné až sklovité struktury.

Struktura magmatických hornin se posuzuje na základě tří faktorů:
- Podle schopnosti rozlišit krystal
  - holokrystalické
  - hemikrystalické
  - sklovité
- Podle poměru vyrostlic a matrix
  - rovnoměrně zrnité
  - porfyrické
- Podle pravidelnosti krystalického omezení
  - idiomorfní – krystaly mají dobře vyvinuté plochy, nebyly během svého růstu ničím omezovány. Synonyma: euhedrální, automorfní.
  - hypidiomorfní – krystaly mají částečně vyvinuté plochy, byly během svého růstu omezovány dříve vzniklými krystaly. Synonyma: subhedrální, hypautomorfní.
  - alotriomorfní – není možno rozeznat hranici jednotlivých krystalů, neboť krystalovaly v prostoru zbylém mezi dříve vzniklými minerály. Synonyma: anhedrální, xenomorfní.

Pomocí těchto rozpoznávacích znaků byla vypracována následující stupnice struktury pro magmatické horniny (uvedeny jsou i příklady nejznámějších a nejdůležitějších magmatických hornin, krystalizujících podle uvedené struktury).
Struktura:
- granitická – granit,
- gabrově zrnitá – gabro, diorit
- ofitická – diabas, dolerit, bazalt
- porfyrická – žilné a výlevné horniny
- felsitická – kyselé výlevné horniny
- sklovitá – výlevné horniny (př. polštářová láva)

Textura:
- všesměrná – granity
- fluidální – tekuté lávy
- polštářová – subakvatická láva
- mandlovcovitá – andezit, bazalt
- pórovitá – efuzní horniny (tuf, pemza atd.)